# Tieste (Foscolo)
Il Tieste è una tragedia composta da Ugo Foscolo probabilmente nel 1795. Essa fu rappresentata per la prima volta con un certo successo al teatro Sant'Angelo di Venezia il 4 gennaio 1797 dalla compagnia di Giuseppe Pellandi. Il testo della tragedia, revisionato e corretto, apparve nello stesso anno della rappresentazione, in aprile, nel X tomo del Teatro moderno applaudito, una pubblicazione periodica dell'editore Antonio Fortunato Stella di Venezia. Il 22 aprile Foscolo offriva il Tieste a Vittorio Alfieri, spedendoglielo assieme a una lettera.
La tragedia, composta da 1401 endecasillabi sciolti e divisa in cinque atti, rispetta le tre unità aristoteliche, con una vicenda che si svolge all'interno di una giornata nella reggia di Argo. Al centro della storia vi è il drammatico antagonismo tra il re di Argo Atreo e suo fratello Tieste, determinato da motivi di potere politico e amorosi.

## Trama

### Antefatto
Erope, che ama Tieste ed era già stata a lui felicemente promessa in sposa, viene costretta dal padre Cleonte - poi mandato a morte - a sposare suo fratello, il re Atreo. Quando però mancava un giorno alle nozze Tieste ed Erope cedono alla passione, concependo un figlio. Atreo, saputa la cosa e con l'animo pieno di rancore, sottrae il bambino alla madre e lo consegna ai custodi.

### Atto I
Sono passati cinque anni: Erope strappa ai custodi il figlio muovendoli a pietà. Conscia che il figlio è frutto della colpa vorrebbe ucciderlo e sottrarlo così a un destino infame. La madre di Atreo e di Tieste, Ippodamia, la convince però a consegnarle il bambino con la promessa di salvarlo.

### Atto II
Intanto Tieste, che era stato mandato in esilio dal fratello, dopo cinque anni ritorna ad Argo spinto dalla falsa notizia che Erope è morta. Giunto ad Argo chiede alla madre di farlo incontrare con Erope. Ippodamia lo nasconde nel tempio mentre sopraggiunge Atreo, che sostiene di voler perdonare Erope e Tieste, nonostante i torti subiti. Ribadisce le sue intenzioni nel confronto con la moglie, la quale tuttavia impetra la morte, unica via d'uscita per lei, tormentata dai sensi di colpa e non disposta a lasciare la sua vita e quella del figlio nelle mani di un uomo aborrito e malvagio.

### Atto III
Ippodamia ed Erope convincono Tieste, al quale rivelano la nascita del figlio, a fuggire, ma Atreo sopraggiunge e avendo compreso dal pianto della madre che il fratello è nascosto nella reggia, la fa circondare dai soldati armati.

### Atto IV
Erope e Tieste, durante la notte, s'incontrano nel tempio. Tieste vuole uccidere il fratello ma la donna lo prega ancora una volta di fuggire e di non tentare un gesto sconsiderato che metterebbe in pericolo, oltre all'amato, anche il figlio. Tieste però non si placa; posseduto dalla rabbia e colto da una tremenda visione - un'« ombra gigante » col sangue che le sgorga dalla bocca -, si avventa contro il fratello appena lo vede uscire dalla reggia. Atreo, vigile, lo previene consegnando alle guardie Tieste ed Erope. Ippodamia, saputo quanto successo, accorre ma invano domanda al figlio Atreo qual è la sorte destinata al fratello.

### Atto V
Atreo, che è deciso a vendicarsi, chiama al suo cospetto Erope e Tieste il quale dichiara di preferire la morte piuttosto di rinunciare ad Erope. Ippodamia intanto prega disperatamente il crudele figlio di risparmiare Tieste e di avere pietà. Atreo allora finge di esaudirla e abbracciato il fratello gli offre una coppa. Tieste l'avvicina alle labbra ma si accorge che essa non contiene vino ma il sangue del figlioletto che Atreo ha ucciso e fatto svenare. Allora, in un impeto di dolore e maledicendo il fratello, si uccide. Erope è invasa da tale dolore che cade a terra tramortita.

## Storia dell'opera
Una lettera che Foscolo inviò nell'autunno 1795 a Melchiorre Cesarotti testimonia come in quella data l'autore avesse scritto « una tragedia sopra un soggetto che fu già toccato da Crébillon e dal gran Voltaire ». « Sì », continuava, « scrissi il Tieste, e con quattro attori soltanto. Qual ei siasi vedrassi fra poco dagli intendenti sulla scena a cui l'affido ».
Se inizialmente l'autore tenne informato l'erudito padovano - probabilmente sottoponendo al suo giudizio l'opera -, successivamente decise di procedere per via autonoma, tanto che il 25 novembre 1796 Cesarotti si doleva con Tommaso Olivi della fretta di Foscolo nel consegnarsi alla scena, senza chiedere consiglio e rischiando di compromettere la sua fortuna. Sosteneva inoltre di non aver veduto il Tieste « dopo l'ultima mano »; nella versione precedente, nonostante « varie scene interessanti », vi era « molto da correggere ».
La rappresentazione del 4 gennaio 1797 ebbe un discreto successo, coronato da nove repliche. La fortunata accoglienza dovette molto all'interpretazione di Anna Fiorilli Pellandi (Erope), destinata a divenire una delle più brillanti attrici del suo tempo. Domenico Camagna e Gaetano Businelli furono rispettivamente Tieste e Atreo, mentre non è stato tramandato il nome della quarta attrice, colei che impersonava Ippodamia.
Il numero di riprese non costituisce di per sé una cifra eccezionale, ma il favore tributato dal pubblico fu significativo. Il primo biografo di Foscolo, Giuseppe Pecchio, ha tramandato la leggenda secondo cui, alla fine della prima e rispondendo alle acclamazioni, la madre del poeta « giubilante lo sporgesse alla curiosità degli spettatori ». Secondo il resoconto dello stesso Foscolo, contenuto nel Saggio sulla letteratura contemporanea in Italia, il Tieste « si ebbe forse più applausi che non meritasse » e « i Veneziani fecero dipingere il ritratto del giovane [cioè del Foscolo] sul sipario del teatro della Fenice [...] ». I giornali valutarono positivamente la tragedia.
Una missiva databile al mese di gennaio o febbraio del 1797 informa Cesarotti sugli esiti dell'evento: Foscolo si pregia di aver indotto il pubblico al silenzio e al pianto, asserendo che « nel Tieste, benché di stile istudiato, di purissima semplicità, e di sommo calore, non avvi né lo stile vero, né il semplice nobile, né la passione ben maneggiata e dipinta ». Chiedeva inoltre un giudizio severo su alcune osservazioni allegate alla lettera.
Il Tieste venne quindi pubblicato nel tomo X del Teatro moderno applaudito (aprile 1797), corretto e rivisto dall'autore, seguito da delle Notizie storico-critiche che per lungo tempo si sono credute di mano del Foscolo - e quindi probabilmente coincidenti con le osservazioni mandate a Cesarotti -, una tesi divenuta minoritaria. Non è possibile in ogni caso sapere in cosa la versione stampata differisse rispetto al testo rappresentato, né se ai tempi in cui disse al Cesarotti di aver composto l'opera Foscolo avesse davvero già scritto tutta la tragedia, né quali modifiche furono apportate tra l'ottobre del 1795 e il gennaio del 1797.
Nell'agosto 1802, in occasione della dedica dell'edizione pisana delle Poesie, il poeta incluse il dramma tra le opere da rifiutare, ma lavorò ancora al Tieste negli anni seguenti. Quando la tragedia era in programma al teatro Carcano di Milano, nel 1808, manifestò l'intenzione di rifare il primo atto e rivedere la verseggiatura, anche se poi non completò il lavoro, e non sono oggi rimaste che poche varianti.